# Melissa Vargas
Melissa Teresa Vargas Abreu (Cienfuegos, 16 de octubre de 1999) es una voleibolista cubana nacionalizada turca, que se desempeña como opuesta en el club turco Fenerbahçe. A nivel de selecciones, ha participado de competencias juveniles y de mayores con la selección cubana, y a partir de 2023, con el seleccionado femenino turco.

## Carrera

### Clubes
La carrera de Melissa Vargas comenzó en los torneos amateur cubanos con el equipo de Cienfuegos, su provincia natal.
En la temporada 2015-16 recibió permiso para firmar el primer contrato profesional de su carrera con Prostějov, en la Extraliga Checa, con el que ganó la Copa de la República Checa y el campeonato de liga. Durante el año sufrió una lesión en el hombro, lo que la obligó a someterse a una cirugía y a pasar un largo período fuera de las canchas, dando lugar a un caso diplomático con la federación cubana, que terminó en enero de 2018 con una suspensión de cuatro años de los torneos cubanos y de la selección nacional. Tras la descalificación firmó un contrato plurianual con el Volero Zurich, a pesar de no haber pisado nunca el campo en la Liga Nacional A de Suiza.
En la temporada 2018-19 fichó por Fenerbahçe, en la Sultanlar Ligi turca, donde jugó durante tres años, siendo premiado como mejor opuesta en la temporada 2020-21. En el campeonato 2021-22 pasó a la Superliga China de Voleibol, donde defendió los colores de Tianjin ganando el título nacional; en enero de 2022, al final del campeonato chino, regresó al club de Estambul para la segunda parte de la Sultanlar Ligi 2021-22 . En el siguiente campeonato volvió a sumarse al equipo de Tianjin, con el que conquistó nuevamente el campeonato, regresando luego al Fenerbahçe en enero de 2023, para disputar la segunda parte del año, al término de la cual ganó otro campeonato y fue premiada como MVP y mejor opuesta.En octubre de ese mismo año se anunció la firma de un contrato con el Tiajin hasta la temporada 2025-26, aunque reservándose el derecho de continuar disputando el campeonato turco con el Fenerbahçe una vez terminada la temporada deportiva china.

### Selección nacional
Formó parte de las selecciones juveniles cubanas, conquistando la medalla de plata con la selección Sub-20 en el campeonato NORCECA de 2014, donde fue galardonada como mejor anotadora y mejor saque del torneo. Previamente había obtenido el galardón a mejor atacante en la Copa Panamericana 2013. Con la selección Sub-23 ganó la medalla de bronce en la Copa Panamericana de 2014, siendo premiada como mejor opuesta.
En 2013, a los trece años, debutó con la selección de Cuba : en 2014 fue la máxima anotadora tanto de la Copa Panamericana como de los XXII Juegos Centroamericanos y del Caribe, donde consiguió la medalla de bronce. Un año después ganó la medalla de plata en la Copa de Campeones NORCECA, siendo premiada como mejor anotadora y mejor atacante, mientras que en la Copa Panamericana fue premiada como la mejor anotadora, saque y atacante del torneo, para luego recibir otro galardón a mejor atacante en los XVII Juegos Panamericanos. A los 15 años participó del Mundial 2014, donde fue señalada por la FIVB como una de las promesas del equipo cubano. Más tarde participó de tres Grand Prix de Voleibol con el seleccionado mayor cubano.
En 2019 inició los trámites para obtener la nacionalidad turca obteniendo su pasaporte dos años después directamente de manos del presidente turco Recep Tayyip Erdoğan. En 2023 fue convocada por primera vez a la selección turca, formando parte del plantel que disputó la Liga de Naciones 2023.

## Palmarés

### Clubes
- Campeonato checo: 1 (2015-16)

- Campeonato chino: 2 (2021-22, 2022-23)

- Campeonato turco: 1 (2022-23)

- Copa de la República Checa: 1 (2015-16)

### Selección nacional (competiciones juveniles)
- Juegos de Centroamérica y el Caribe 2014 -   Medalla de bronce
- Copa de Campeones NORCECA 2015 -  Medalla de plata

### Premios individuales
- 2014 - Copa Panamericana : Mejor anotadora
- 2014 - Campeonato Norteamericano Sub-20 : Máximo anotadora
- 2014 - Campeonato Norteamericano Sub-20 : Mejor servicio
- 2014 - Copa Panamericana Sub-23 : Mejor Opuesta
- 2014 - XXII Juegos Centroamericanos y del Caribe : Mejor anotadora
- 2015 - Copa Panamericana Sub-20 2013 : Mejor atacante
- 2015 - Copa de Campeones NORCECA : Mejor anotadora
- 2015 - Copa de Campeones NORCECA : Mejor atacante
- 2015 - Copa Panamericana : Mejor anotadora
- 2015 - Copa Panamericana : Mejor servicio
- 2015 - Copa Panamericana : Mejor Atacante
- 2015 - XVII Juegos Panamericanos : Mejor Atacante
- 2021 - Sultanlar Ligi : Mejor Opuesta
- 2022 - Sultanlar Ligi : Premio especial Misli.com
- 2023 - Superliga china de voleibol : Mejor jugadora extranjera
- 2023 - Sultanlar Ligi : MVP
- 2023 - Sultanlar Ligi : Mejor Opuesta